# Niphargogammarus
Niphargogammarus — рід ракоподібних родини Pontogammaridae. Один із представників роду, відомий під назвою Ніфарг середній (Niphargogammarus intermedius), занесений до Червоної книги України.

## Види
Рід містить чотири види:
- Niphargogammarus aequimanus (G.O. Sars, 1895)
- Niphargogammarus borodini (G.O. Sars, 1897)
- Niphargogammarus intermedius (Carausu, 1943)
- Niphargogammarus quadrimanus G.O. Sars, 1895